# Einstein (månekrater)
 For alternative betydninger, se Einstein. (Se også artikler, som begynder med Einstein)
Einstein er et stort nedslagskrater på Månen. Det befinder sig på den vestlige rand af Månens forside, hvor det er vanskeligt at observere fra Jorden. Området bringes lejlighedsvis inden for synsvidde på grund af gunstig libration, men krateret ses da fra siden, så mange detaljer ikke kan observeres. Det er opkaldt efter den tysk-amerikanske fysiker og nobelprismodtager Albert Einstein (1879 – 1955).
Navnet blev officielt tildelt af den Internationale Astronomiske Union (IAU) i 1964. 

## Omgivelser
Einsteinkrateret har Moseleykrateret liggende lige mod nord, Dalton langs den østlige rand, Vasco da Gama mod sydøast og Bohrkrateret mod syd-sydøst. Landskabsformationen Vallis Bohr er synlig mod syd.

## Karakteristika
Den ydre rand af dette krater er næsten blevet raderet væk af mange små nedslag. Kun langs den østlige væg, hvor det slutter sig til Daltonkrateret, er en betydelig rand bevaret. I centrum af kraterbunden ligger "Einstein A", der er et nedslagskrater med indre vægge, som falder i terrasser, og en central top. Den ydre vold af dette koncentriske krater er spredt over Einsteins kraterbund og dækker halvdelen af dets diameter. Adskillige mindre kratere ligger også spredt over bunden, men der er områder med forholdsvis flad overflade i bundens sydvestlige del.
Det oprindelige navn for krateret var "Caramuel", men det blev ændret til Einstein ved en beslutning truffet af IAU.

## Satellitkratere
De kratere, som kaldes satellitter, er små kratere beliggende i eller nær hovedkrateret. Deres dannelse er sædvanligvis sket uafhængigt af dette, men de får samme navn som hovedkrateret med tilføjelse af et stort bogstav. På kort over Månen er det en konvention at identificere dem ved at placere dette bogstav på den side af satellitkraterets midte, som ligger nærmest hovedkrateret. Einsteinkrateret har følgende satellitkratere:
| Einstein | Koordinater                       | Diameter, km |
| -------- | --------------------------------- | ------------ |
| A        | 16°41′N 88°15′V / 16.69°N 88.25°V | 50           |
| R        | 13°50′N 91°53′V / 13.83°N 91.88°V | 20           |
| S        | 15°06′N 91°40′V / 15.10°N 91.67°V | 20           |

## Måneatlas
- Billeder af Einsteinkrateret i LPI-måneatlasset